# Liste der gambischen Orden und Ehrenzeichen

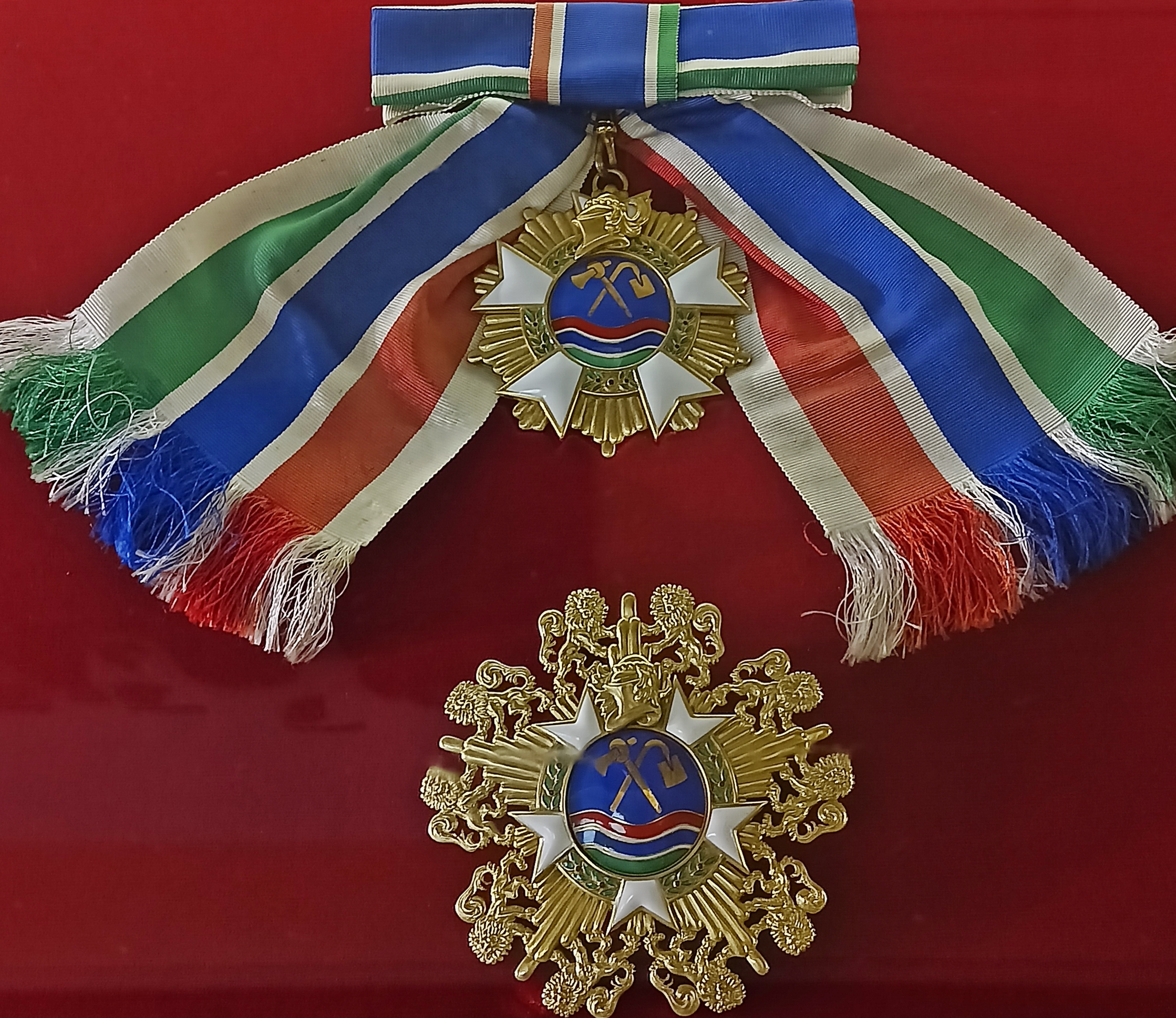
Order of the Republic of The Gambia

Liste der gambischen Orden und Ehrenzeichen
In der früheren britischen Kolonie Gambia wurden bis 1970 die Orden und Ehrenzeichen des Vereinigten Königreichs verliehen. Mit der Verfassungsänderung von 1970 wurde Gambia eine Republik und Königin Elisabeth II. war nicht mehr das Staatsoberhaupt von Gambia. Zwei Jahre später wurde ab 1972 ein eigener Ritterorden verliehen, der Order of the Republic of The Gambia.

## Liste
- Order of the Republic of The Gambia in fünf Abstufungen und einer Medaille

- Grand Commander (GCRG), Grand Officer (GORG), Commander (CRG), Officer (ORG), Member (MRG) und Medaille (RGM)

- Millennium Medal of the Republic of The Gambia[1][2]
- Distinguished Service Medal[2]
- Special Honour Medal[2]
- Special Military Award Medal[2]
- General Service Medal[2]
- Good Conduct Medal[2]
- Long Service Medal[2]
- Fire Service Long Service Medal[2]
- Commemorative Medal for the 10th Anniversary of Independence[2][3]
- UNAMSIL Medal (United Nations Mission in Sierra Leone)[2]
- July 22nd Revolution Award, 2016 vergeben